# Émile Poumon
Pour les articles homonymes, voir Poumon (homonymie).
Émile Poumon, né à Havré près de Mons le 27 mars 1916 et mort en 1991, est un écrivain belge.

## Biographie
Membre de l'association des écrivains belges, administrateur de l'union belge des écrivains de tourisme, membre de sociétés d'histoire et d'archéologie, collaborateur à des revues littéraires, touristiques et archéologiques.

## Décoration
- Chevalier de l'ordre de Léopold (arrêté royal du 8 septembre 1997, avec effet au 8 avril 1990).

## Prix Émile Poumon
Il existe aussi un prix Émile Poumon, décerné par l'association royale des écrivains et des artistes de Wallonie (AREAW) à une personne ou un groupement, qui a particulièrement mis à l’honneur la Ville de Mons.
Exemple de récipiendaire du prix :
- Rémi Bertrand (2008)

## Principaux écrits
- Châteaux de Belgique 7 vol. (1948-1955)
- Abbayes de Belgique (1954)
- Eglises de Belgique (1971-1973)
- Le Hainaut - 10 vol. ;
  - Retables (1948),
  - Vitraux (1950),
  - Musique (1951),
  - Le livre des traditions (1953),
  - Terre monastique (1954),
  - Architecture (1956),
  - Châteaux (1962),
  - Sculpture (1967),
  - Peinture (1971),
  - Hainaut de France et de Belgique (1973).
- Villes d'Art de Belgique :
  - Mons (1966),
  - Bruxelles (1967),
  - Namur (1967),
  - Vilvorde (1967),
  - Liège (1968),
  - Malines (1969)
- Vieilles cités du Hainaut (1970)
- Les béguinages de Belgique (1968)
- Artistes wallons à Paris : 
  - Montois (1947),
  - Liégeois (1950).